# Hugo (cratère)
Pour les articles homonymes, voir Hugo.

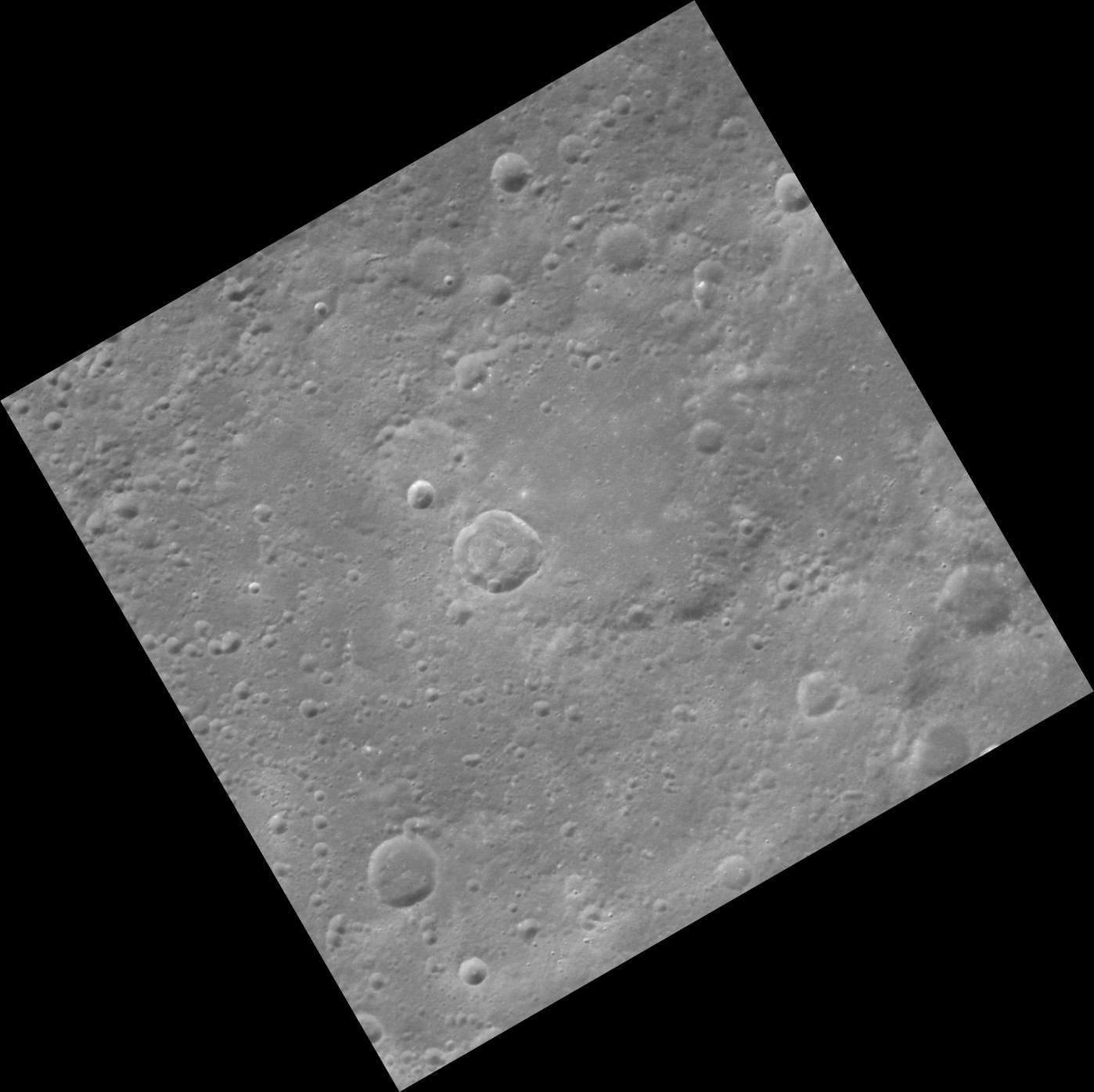
Hugo Crater

Hugo est un cratère d'impact présent sur la surface de Mercure. 
Le cratère fut ainsi nommé par l'Union astronomique internationale en 1979 en hommage à l'écrivain français Victor Hugo. 
Son diamètre est de 206 km. Il se situe dans le quadrangle de Victoria (quadrangle H-2) de Mercure.